# Renia pulverosalis
Renia pulverosalis är en fjärilsart som beskrevs av Smith 1895. Renia pulverosalis ingår i släktet Renia och familjen nattflyn. Inga underarter finns listade.